# Ethelurgus syrphicola
Ethelurgus syrphicola är en stekelart som först beskrevs av William Harris Ashmead 1890.  Ethelurgus syrphicola ingår i släktet Ethelurgus och familjen brokparasitsteklar.

## Underarter
Arten delas in i följande underarter:
- E. s. colombiae
- E. s. rufipes